# Cư Êbur
Cư Êbur (viết chính xác là Čư̆ Êbur) là một xã thuộc thành phố Buôn Ma Thuột, tỉnh Đắk Lắk, Việt Nam.
Xã Čư̆ Êbur có diện tích 42,89 km², dân số năm 1999 là 13.124 người, mật độ dân số đạt 306 người/km².